# Ture Johan Bielke
Ture Johan Bielke (geboren am 10. Mai 1742; gestorben am 22. März 1792 in Stockholm) war ein schwedischer Jurist und Mitglied der Adelsfamilie Bielke.

## Leben
Bielke interessierte sich in seiner Kindheit für Natur und Politik. Er war der Sohn von Sten Carl Bielke und dessen erster Gemahlin, der Freifrau Hedvig Maria (geborene Brauner, 1721–1742). Carl von Linné sagte in einem Brief an seinen Vater über ihn: ”Hr. Baron har en liten son, som känner insekter bättre än mången gammal.” (deutsch: „Herr Baron haben einen kleinen Sohn, der sich mit den Insekten besser auskennt als mancher Alte.“)
Er wurde am 31. Mai 1748 an der Universität Uppsala eingeschrieben, um dort Jura zu studieren. Am 8. Mai 1761 legte er bei Johan Ihre seine Dissertation zum Thema „De rerum minimarum in maximis momento“ vor und machte am 7. November des Jahres sein Examen in „Jure Publico Svecano“. Er wurde 1789 Kanzleisekretär des Reichstags in Stockholm und wurde 1792 in den Rat des schwedischen Staatsschuldenamts gewählt. Diese Position nahm er jedoch nicht an.
Bielke soll aktiv an der Verschwörung gegen König Gustav III. und an der Planung zu dessen Ermordung beteiligt gewesen sein. Er übernahm die Aufgabe, eine Bestrafung seiner Komplizen zu verhindern.
Nach der Einnahme von Gift rief Bielke den Hofprediger Magnus Lehnberg zu sich, um seine eigene Beteiligung an dem Mord zu gestehen. Das Gift hatte er eingenommen, weil er fürchtete, dass er verhaftet und unter der Folter doch etwas aussagen und damit andere ins Unglück stürzen würde. Lehnberg meldete Bielkes Beteiligung an dem Mord jedoch der Polizei und rief einen Arzt. Bis zu seinem Ableben weigerte sich Bielke jedoch hartnäckig, die Namen der Mitverschwörer preiszugeben. Das schwedische Hofgericht verurteilte Bielke für seine Tat postum als Hochverräter, nachdem Lehnberg ausgesagt hatte, was ihm unter dem Beichtgeheimnis anvertraut worden war. Bielke verlor ebenfalls postum seinen Adelstitel und seine Würden. Sein Körper wurde unehrenhaft auf dem Feld des Henkers beim Galgenhügel verscharrt.
Bielke galt als angesehener Mann, der sich für die französischen Freiheitsideen begeisterte. Er soll 1791 an dem Projekt zu einer Freien Republik beteiligt gewesen sein. Seit dem 24. November 1768 war er mit Hedvig Charlotta (geborene von Fuhrman, 20. November 1751–22. Juni 1804) verheiratet. Hedvig Charlotta war die Tochter des Majors Henrik Johan von Fuhrman und dessen Frau Vibecka Charlotta (geborene Adlerbeth). Das Paar hatte eine Tochter namens Christina Charlotta (1769–1828).

## Schriften (Auswahl)
- Dissertatio historico-politica de rerum minimarum in maximis momento, quam … praeside … Johanne Ihre, … examini submittit Thuro Johannes Bielke, … d. VIII maii … 1761 … Uppsala 1761, urn:nbn:se:uu:diva-383768.
- Discours sur la premiere époque heureuse pour l’économie politique de la Suede, sous le regne de Gustave I. In: Journal encyclopédique. Band 8, Nr. 1. Everard Kints, 1776, S. 419–426 (books.google.de).
- Ridderskapets och adelns swar till kongl: maj:t, berättandes om orsakerne hwarföre adelen förkastar förenings och säkerhets acten, med baron Bielkes tillökning. 1789, OCLC 939813915.